# Dennis Brock
Dennis Brock (* 27. Februar 1995 in Köln) ist ein deutscher Fußballspieler. Er steht seit Sommer 2021 beim 1. FC Düren unter Vertrag und wird meist im zentralen Mittelfeld eingesetzt.

## Karriere
Seine Fußballkarriere begann er in seiner Heimatstadt beim SC West Köln und wechselte 2003 in die Jugendabteilung von Bayer 04 Leverkusen, wo er bis Januar 2014 spielte. In der Saison 2013/14 kam er zu zwei Einsätzen in der UEFA Youth League. Bei den Niederlagen gegen Manchester United und Real Sociedad San Sebastián wurde er kurz vor Ende der Partie eingewechselt. Im Januar 2014 schloss er sich der A-Jugend vom FC Viktoria Köln an.
Zur Saison 2014/15 stieg er aus der Jugend in die erste Mannschaft vom FC Viktoria Köln auf und debütierte in der Regionalliga West am 2. August 2014 beim 3:1-Sieg gegen die Reserve von Borussia Mönchengladbach. Er wurde in der 89. Minute von Trainer Claus-Dieter Wollitz für André Dej eingewechselt.
Nach nur einer Halbserie in der ersten Mannschaft verließ Brock die Kölner wieder und wechselte zu den Sportfreunden Lotte. Am 28. März 2015 debütierte er für sein neues Team und diesmal wieder gegen die Reserve von Borussia Mönchengladbach. Beim 2:2-Unentschieden wechselte ihn Trainer Ismail Atalan in der 74. Minute für Bernd Rosinger ein. In seiner zweiten Saison bei den Sportfreunde konnte er mit seinem Team die Meisterschaft in der Regionalliga West feiern und durch ein torloses Unentschieden und einen 2:0-Erfolg konnte man sich in den Aufstiegsspielen zur 3. Liga gegen den SV Waldhof Mannheim durchsetzen.
Sein Debüt in der neuen Liga und damit sein Profidebüt feierte er am 12. August 2016 beim Spiel gegen den FC Rot-Weiß Erfurt. Von Trainer Ismail Atalan wurde er in der zweiten Minute der Nachspielzeit für Kevin Rodrigues Pires eingewechselt. Seit der Saison 2019/20 spielt Brock in der Regionalliga West beim SC Fortuna Köln. Im August 2021 wechselte Brock zum Mittelrheinligisten 1. FC Düren.

## Erfolge
- Meister der Regionalliga West und Aufstieg in die 3. Liga:
  - 2015/16 mit Sportfreunde Lotte